# Kaulon
Kaulon, o Kaulonìa (in greco antico: Καυλών?, Kaylṓn /kaʊ̯ˈlɔːn/), fu una colonia della Magna Grecia, i cui resti sorgono nei pressi di Punta Stilo, nel comune di Monasterace, nella città metropolitana di Reggio Calabria.
L'area intorno al sito su cui insisteva la polis viene chiamata dagli archeologi Kauloniatide.

## Storia

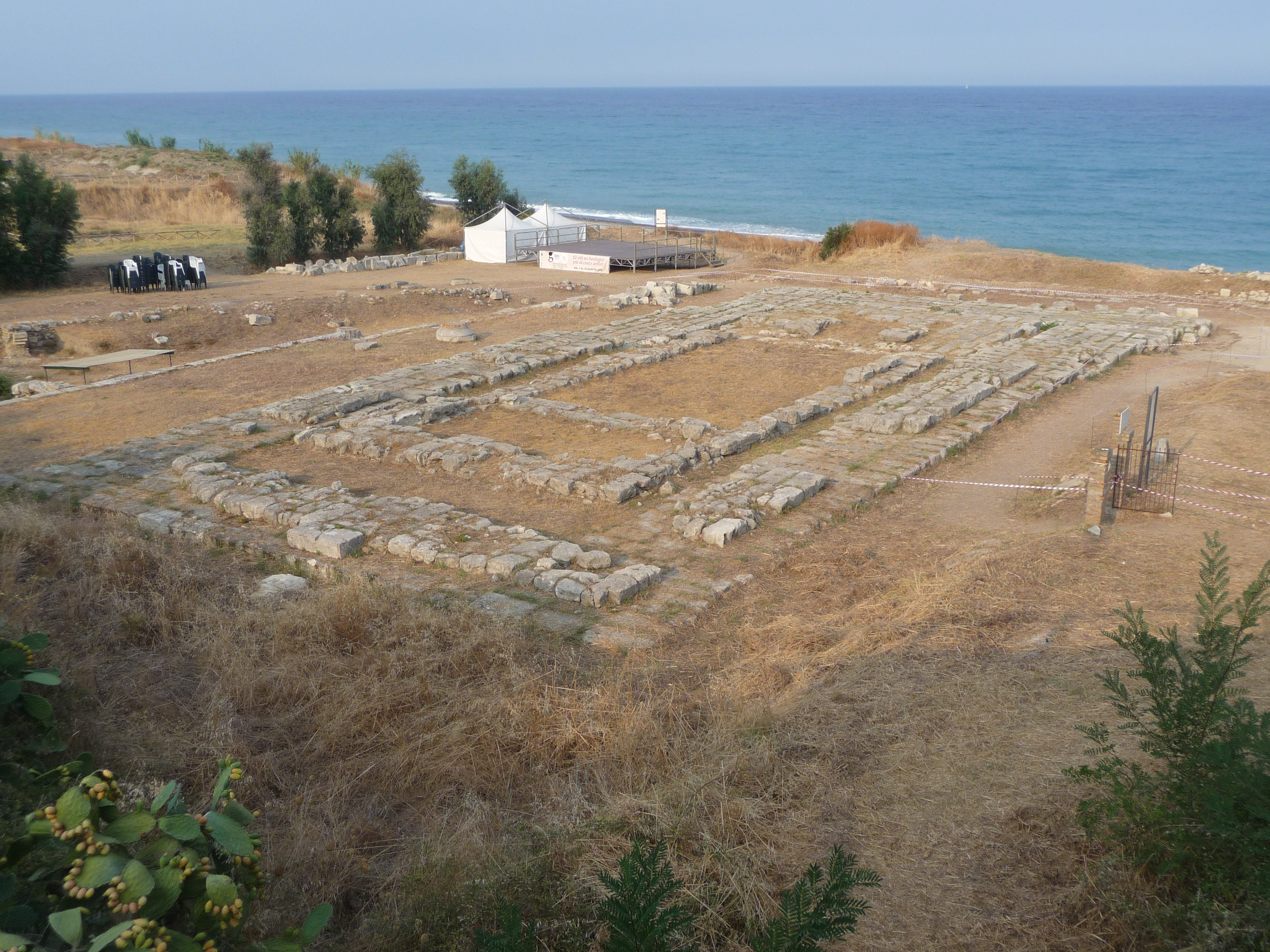
Resti del tempio dorico di Kaulon

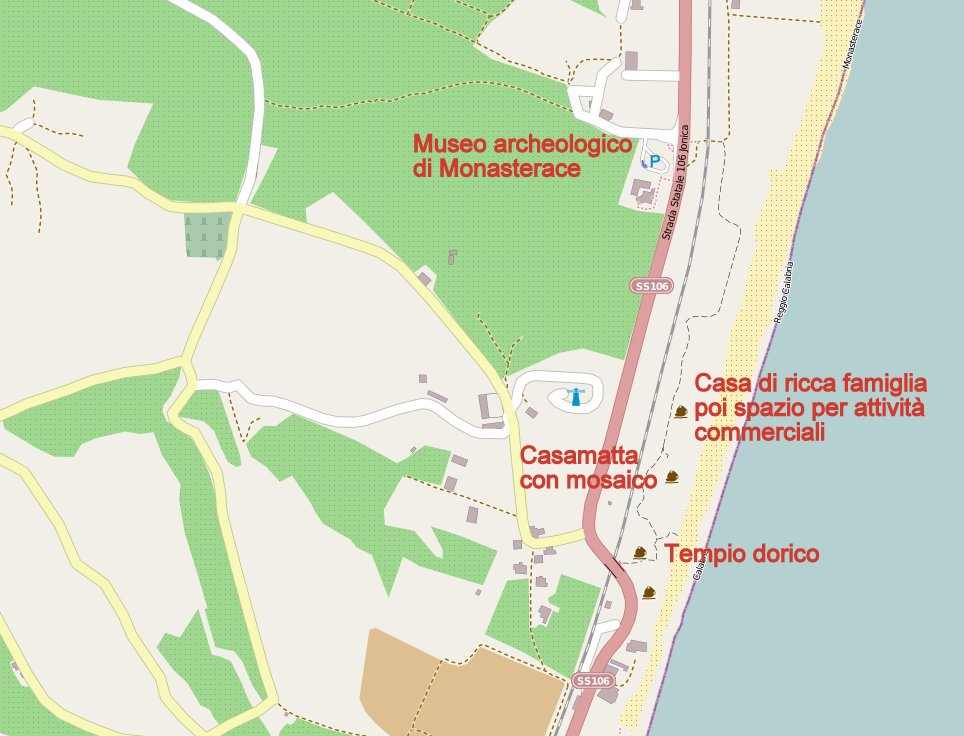
Sito di Scavo di Kaulonìa 2013

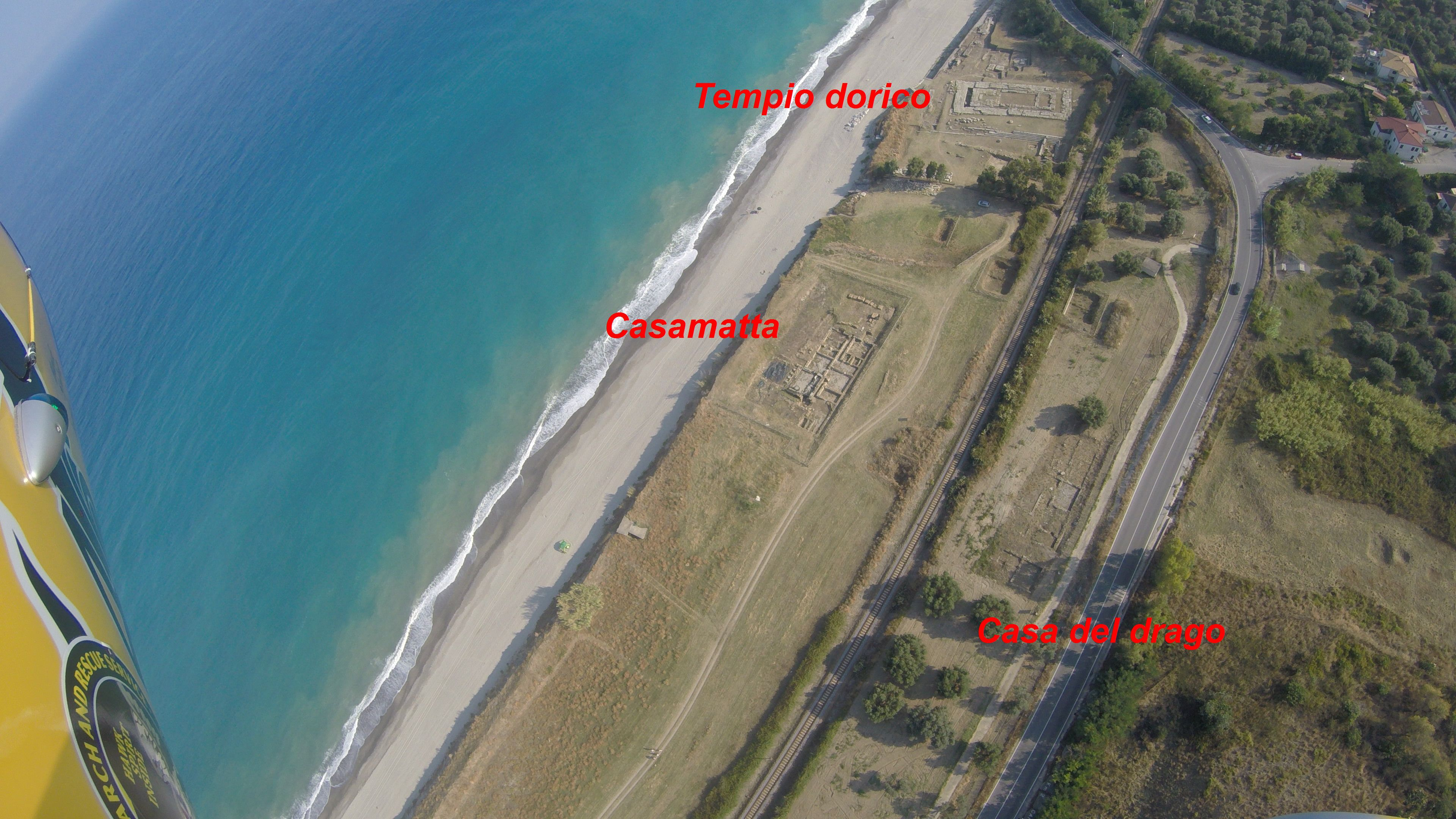
Kaulonìa vista dall'alto (agosto 2016)

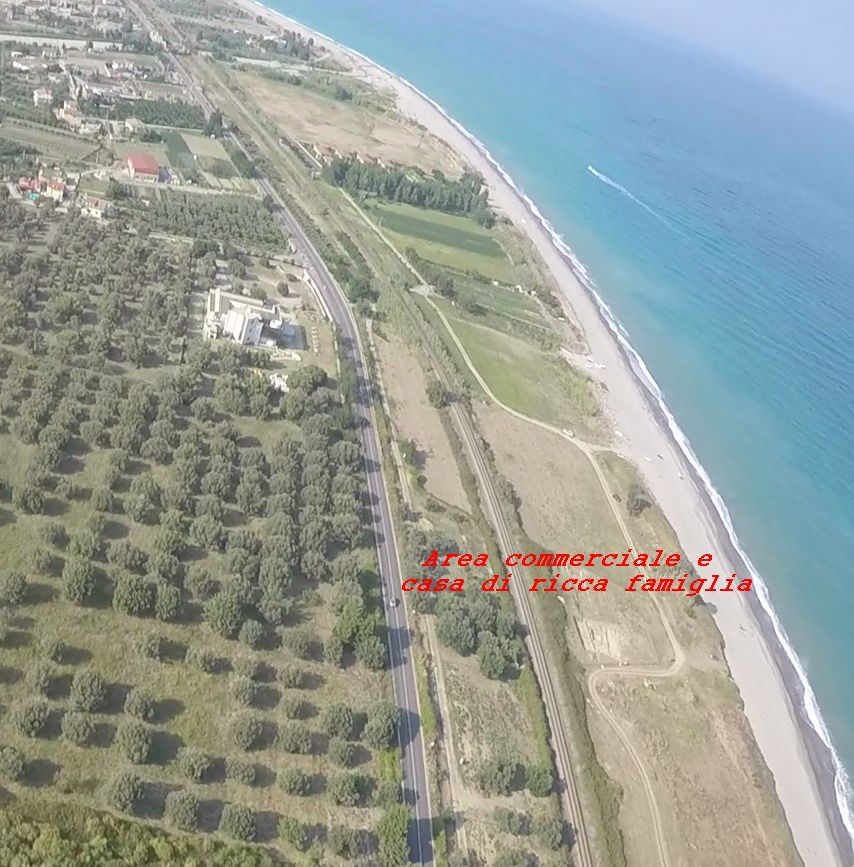
Kaulonìa dall'alto: casa ricca e spazio commerciale (agosto 2016)

Secondo la tradizione, il nome della città deriverebbe dal nome del suo fondatore, Kaulon, figlio dell'amazzone Clete. Il mito vuole che, dopo la guerra di Troia, gli Achei guidati da Tifone di Aegium sbarcarono sulle coste della Calabria e, con l'aiuto dei Crotoniati, distrussero il regno di Clete. Solo suo figlio Kaulon si sarebbe salvato e avrebbe ricostruito la città. Secondo Strabone, invece, il nome della città deriverebbe da aulonia, vallonia, cioè valle profonda. Francesco De Sanctis, lo farebbe derivare piuttosto dalla parola kaulos, ovvero fusto, tronco.
Circa le ipotesi riguardanti la sua origine, le fonti riportano due principali interpretazioni. La prima, sostenuta da Strabone (Geografia, VI, 1, 10) e Pausania il Periegeta (VI, 3, 12), attribuisce agli Achei il ruolo di fondatori, nella persona di Tifone di Aegium.
La seconda ipotesi, propria di autori più moderni, propende invece per l'origine come colonia di Kroton (l'attuale Crotone). In realtà, non c'è una vera e propria dicotomia tra le due ipotesi: la ricerca archeologica è infatti concorde nell'individuare nell'VIII secolo a.C. il periodo di fondazione di Kaulonìa, mentre l'influenza crotoniana, corrispondente al periodo di massimo splendore, è databile al VI secolo a.C..
La città era limitata a sud dal fiume Sagra, sulle cui rive nel VI secolo a.C. si svolse la famosa battaglia della Sagra, in cui Kaulon, alleata con Kroton, fu sconfitta dalle poleis di Locri Epizefiri e Rhegion (l'antica Reggio); la leggenda vuole che in battaglia fu decisivo il miracoloso intervento dei Dioscuri.
Nel IV secolo a.C. Kaulonìa fu poi sconfitta dalle forze congiunte dei Lucani e di Dionisio I di Siracusa, sconfitta che costò nel 389 a.C. la deportazione dei suoi abitanti a Siracusa e la cessione del territorio a Locri, alleata del tiranno. Ricostruita da Dionisio il Giovane, Kaulonìa fu in seguito preda di Annibale durante la seconda guerra punica, finendo poi definitivamente nell'orbita di Roma per opera di Quinto Fabio Massimo nel 205 a.C.
Strabone ci riferisce che già ai suoi tempi la città era stata abbandonata a causa di conflitti con gli abitanti della regione circostante.
(Strabone, Geografia, V, 1, 10)
Fonti letterarie attestano che Kaulonìa avesse un porto con doppio approdo situato alla foce della fiumara d'Assi e che fosse quindi una città che commerciava in legname. Ricca di materie prime come pietra, magnesia, sale, oro e piombo, sarebbe stato anche un centro per la produzione di manufatti in metallo e vasellame.

## Descrizione del sito

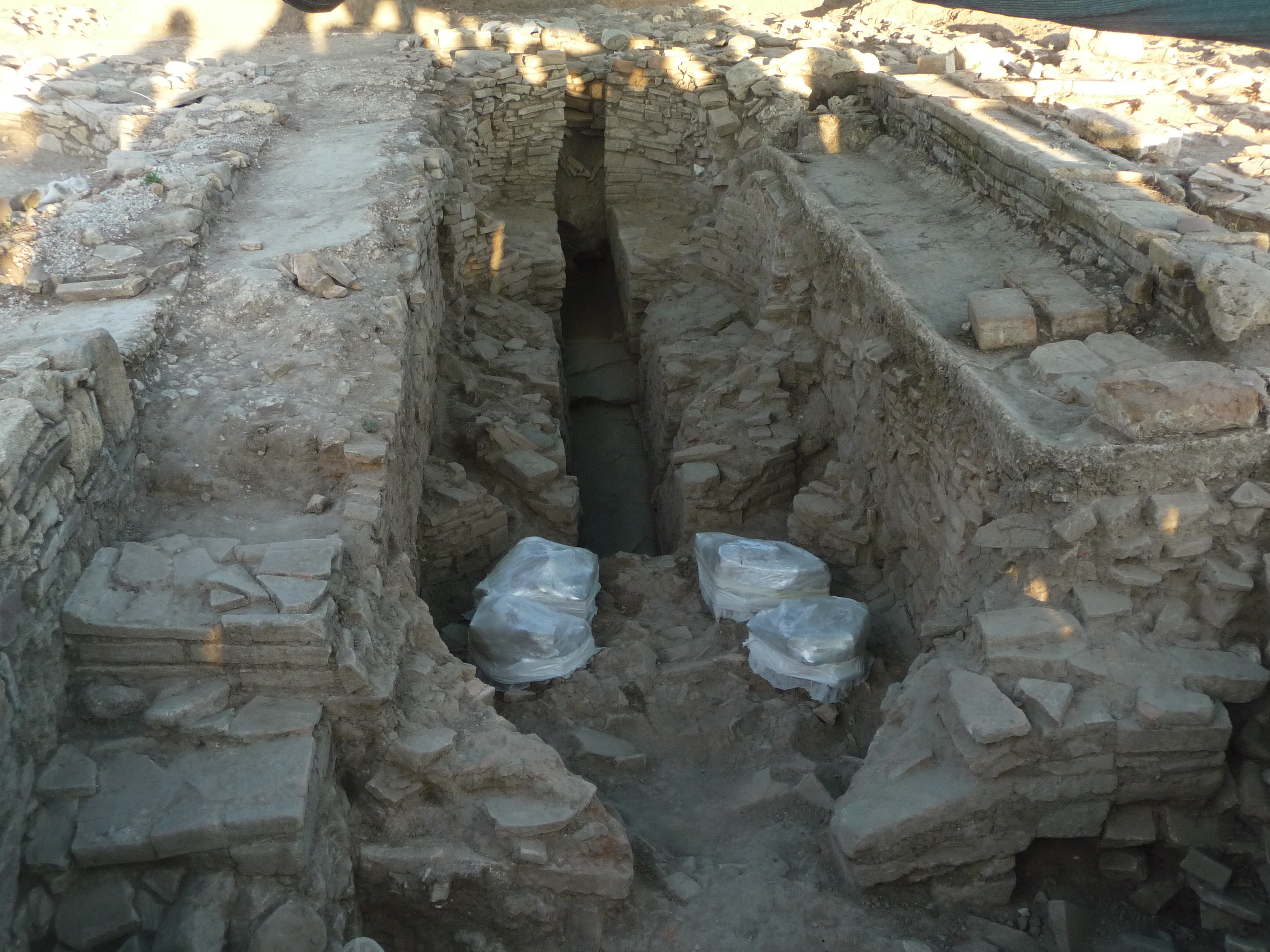
Kaulon (2010)

### Il santuario di Punta Stilo
Il santuario è composto da un tempio dorico costruito con arenaria, attorno al quale vi sono degli altari minori, con cippi e trapezai con offerte di armi di cui ne sono state trovate oltre 180 tra quelle integre e quelle di cui ne sono rimasti solo frammenti.
Le divinità adorate nel santuario con certezza sono sicuramente Afrodite e Zeus, la tabella bronzea ritrovata e definita cauloniensis ha scritta una dedica a Zeus in alfabeto acheo.
Il ritrovamento di foglie d'alloro in bronzo indicano anche di un culto dedicato ad Apollo, tra l'altro rappresentato nelle monete argenteee incuse di Kaulonìa.
Infine sempre nella tabella Cauloniensis si trovano anche riferimenti ad Artemide, alle Muse e alle Grazie.
Nel III secolo A.C. il tempio fu poi abbandonato e l'area fu riorganizzata per lo scalo marittimo.

### La casamatta
Nella Casamatta sono state ritrovate diverse monete dell'epoca nonché tracce di un culto a Demetra.

### La casa del Drago
La casa del drago è il nome con cui si individuano i resti di una casa in cui è stato ritrovato un mosaico pavimentale rappresentante un drago marino. Diventato negli ultimi anni poi simbolo di Kaulonìa stessa.
La casa è grande 17x35 metri.

### Tempio sotto al faro
Sul colle dove è situato il Faro di Punta Stilo Paolo Orsi individuò i resti di un presunto tempio dedicato a Poseidone o ad Apollo.

### Altre case
- La Casa del Personaggio Grottesco[13]
- Casa dell'Insula[13]
- Casa Guarnaccia[13]
- Casa di Clete[13]

## Gli scavi e i reperti

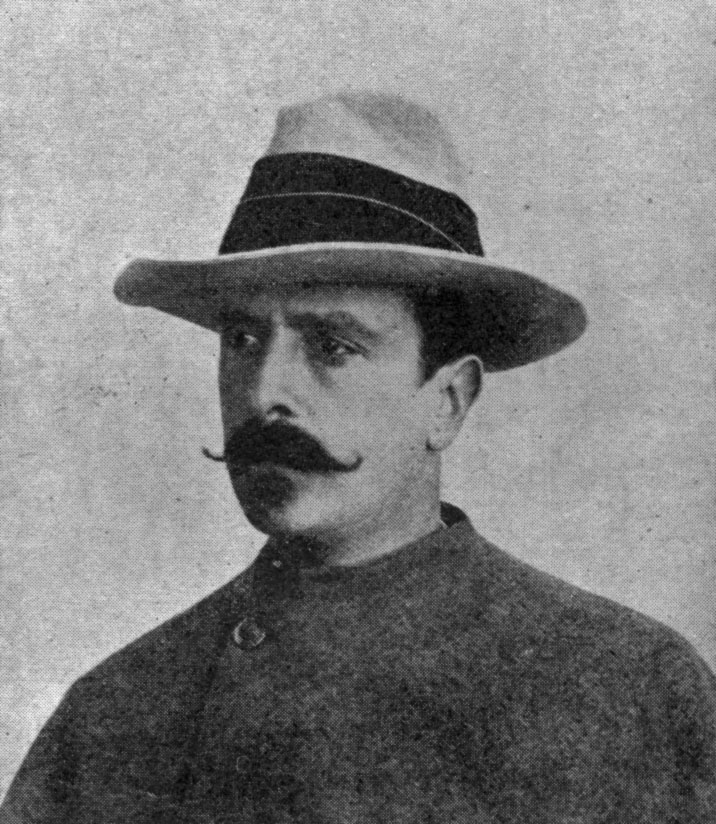
L'archeologo Paolo Orsi

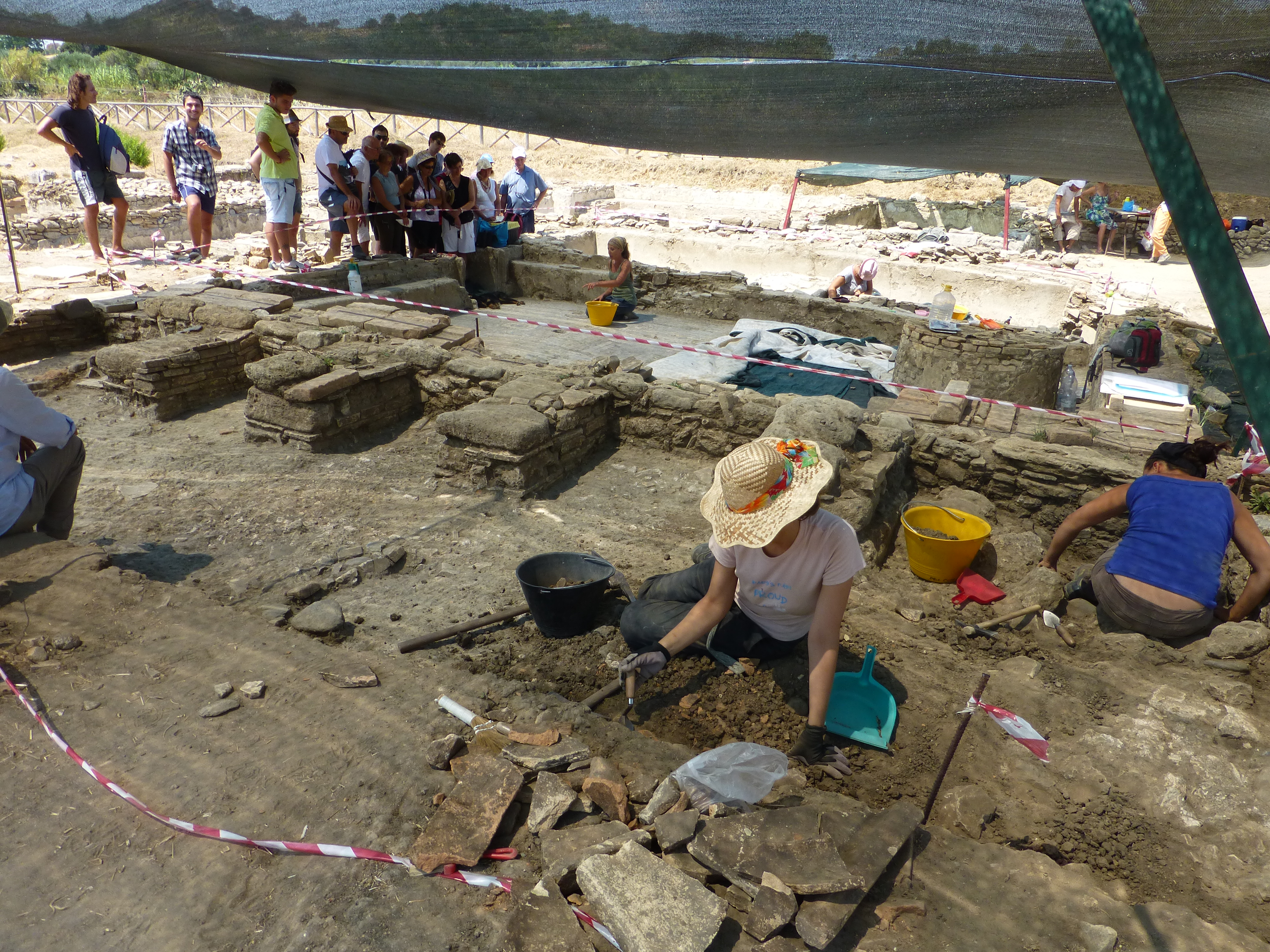
Archeologi ad agosto 2013

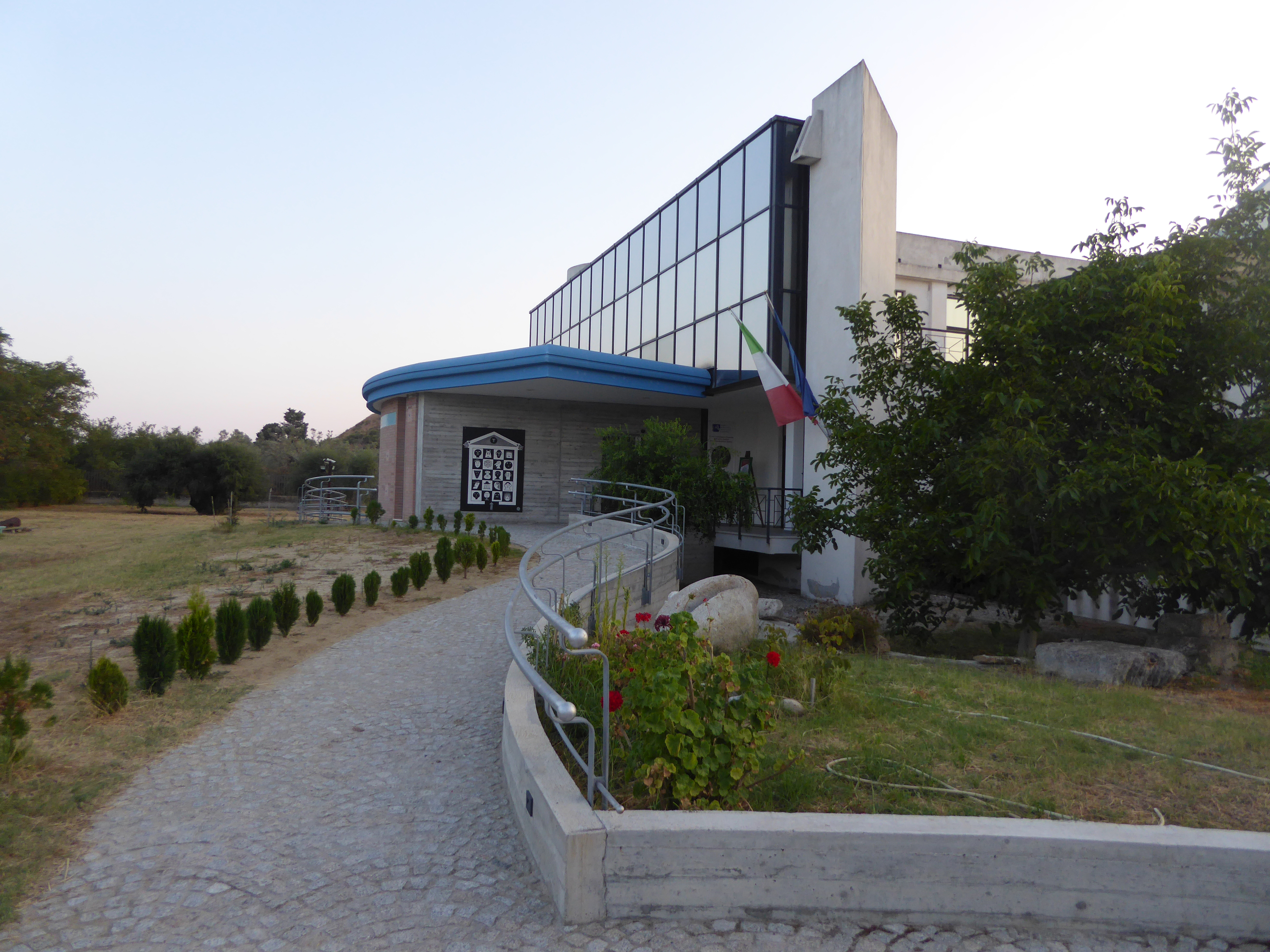
Museo archeologico di Monasterace

Già dal XVI secolo diversi studiosi tentarono di individuare il sito della città di Kaulonìa ma solo l'archeologo Paolo Orsi fu in grado di identificarne il luogo nel 1891 confermato dai primi scavi effettuati tra il 1911 e il 1913 dallo stesso archeologo, all'epoca Soprintendente ai Beni Archeologici della Calabria e cofondatore del Museo della Magna Grecia.
Venne alla luce come la struttura della città prevedesse l'esistenza di un centro urbano principale, cinto da mura e posto al livello del mare, all'interno del quale era presente un tempio dorico, di cui ancora oggi sono visibili le fondamenta. Secondo gli studi effettuati all'epoca, alla costruzione di questo tempio avrebbero dovuto partecipare maestranze provenienti da Siracusa, data l'alta quantità di quello che si ritenne essere calcare siceliota.
Si scoprì inoltre che l'area antistante il tempio, attualmente coperta dal mare, era pure occupata dal centro abitato, come testimoniato dai reperti ivi ritrovati, che al tempo stesso attestano la progressiva erosione della costa nell'area.
Durante la costruzione del cavalcavia ferroviario nel 1941 furono ritrovate resti di strutture murarie.
Nuovi scavi vengono effettuati tra il 1970 ed il 1971 da Elena Tommasello che a sud del Tempio dorico rinviene 3 guttae.
Gli scavi condotti dalla Scuola Normale Superiore e dall'Università di Pisa a partire dal 1999 e ancora in corso hanno riportato alla luce buona parte del santuario urbano al quale appartenne il tempio dorico. Molti altri edifici di grandi e piccole dimensioni sono stati messi in luce o individuati attraverso lo studio sistematico dei materiali architettonici rinvenuti. E molte scoperte hanno permesso di comprendere l'articolazione delle fasi di vita del santuario, a partire dalla sua prima monumentalizzazione nella prima metà del VII secolo a.C., fino al progressivo declino dei primi decenni del III secolo a.C. Ormai superata è l'ipotesi che la costruzione del tempio dorico si debba a maestranze provenienti da Siracusa: i recenti studi litologici hanno infatti dimostrato che la pietra utilizzata non è un calcare siceliota, bensì materiale estratto in loco.
Al di fuori della cerchia delle mura, e in particolare sul colle Tersinale, era inoltre sito un altro centro cultuale di grande rilievo, come desumibile dalle numerose testimonianze ivi raccolte. Da quest'area provengono alcune favisse ricche di frammenti di terrecotte architettoniche, in particolare frammenti di cassetta, sime frontonali, sime con gronde a testa di leone, alcuni acroteri angolari ed uno centrale, tutto materiale proveniente da tre fasi costruttive diverse di un piccolo tempio.
I numerosi reperti archeologici provenienti dagli scavi effettuati sul posto sono per lo più esposti al Museo nazionale della Magna Grecia di Reggio Calabria. Di particolare rilievo sono due mosaici di eccezionale fattura, entrambi raffiguranti un drago, uno dei quali copre un'area di 25 m² ed è quindi considerato "il più ampio mosaico ellenistico reperibile al Sud". Entrambi i mosaici sono attualmente esposti presso il Museo di Monasterace.
Il finanziamento degli interventi conservativi del sito archeologico in generale, e dei preziosi mosaici del "drago" in particolare, conosce allo stato attuale numerose difficoltà. Il mosaico è stato recentemente adottato da un gruppo di studenti della scuola media dell'Istituto comprensivo Amerigo Vespucci di Vibo Valentia, i quali hanno raccolto una piccola somma tramite autotassazione.

### Gli scavi dal 2003 a oggi: San Marco nord-est

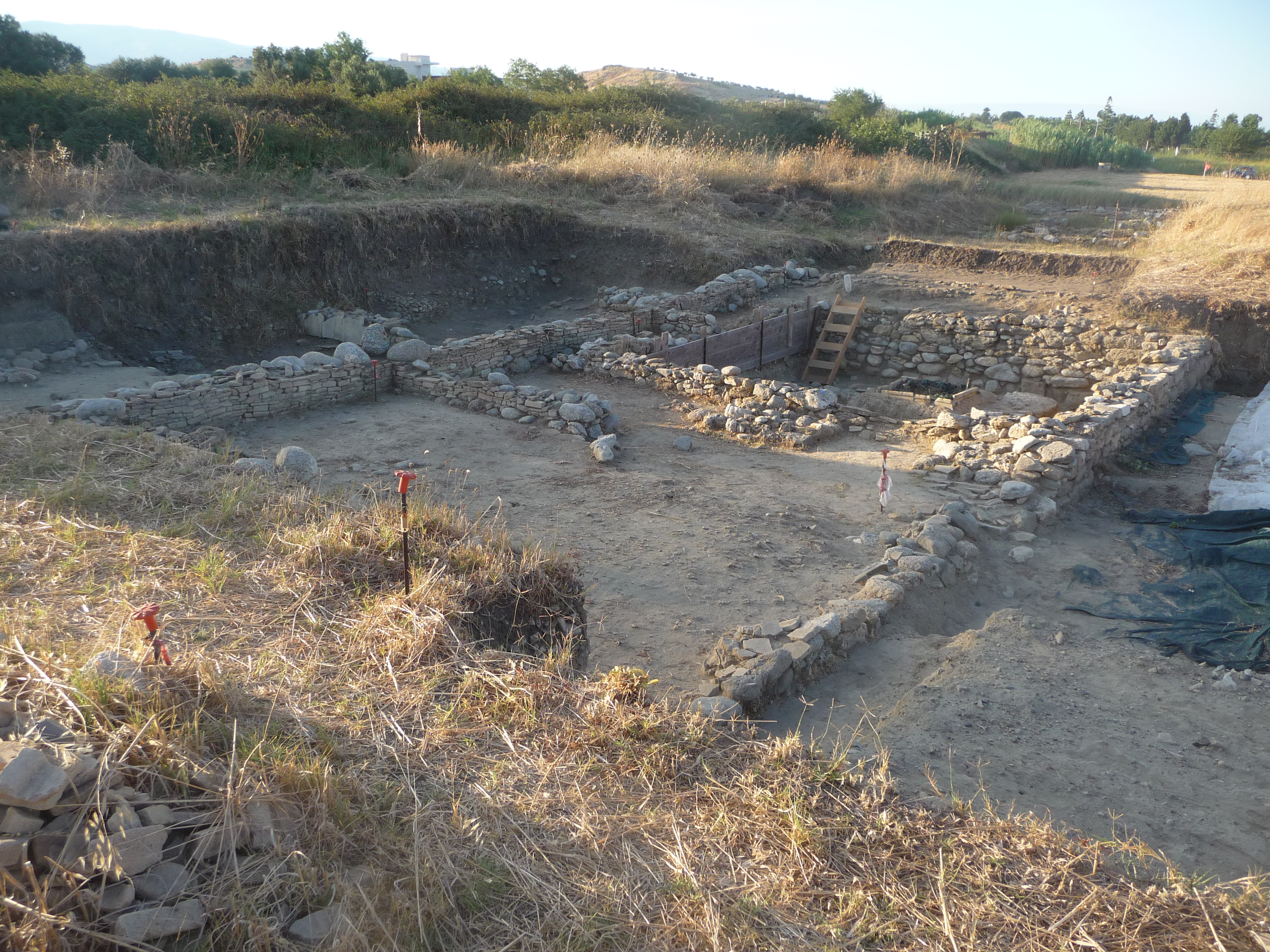
Kaulon (2010)

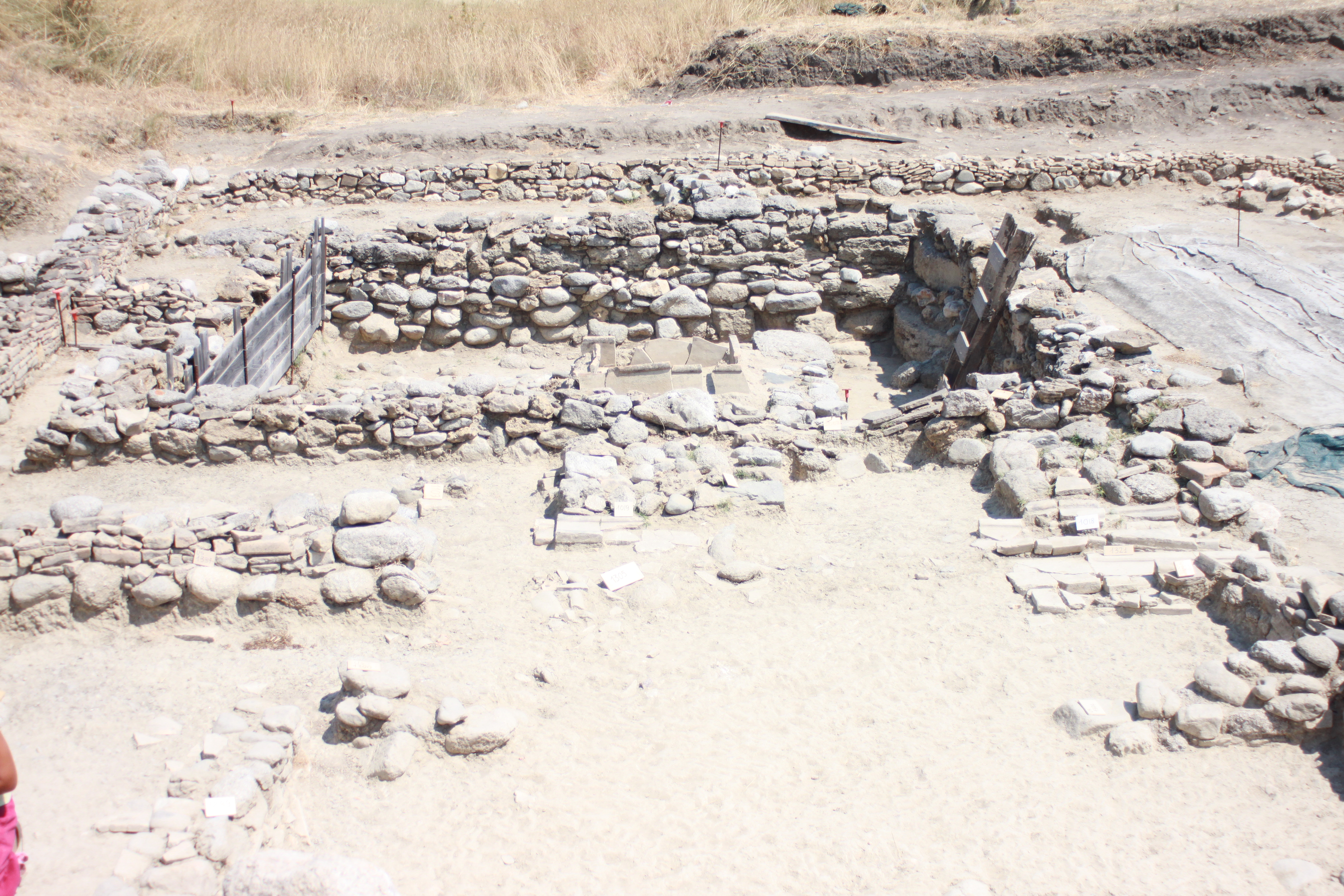
Resti di casa a San Marco nord-est (2013)

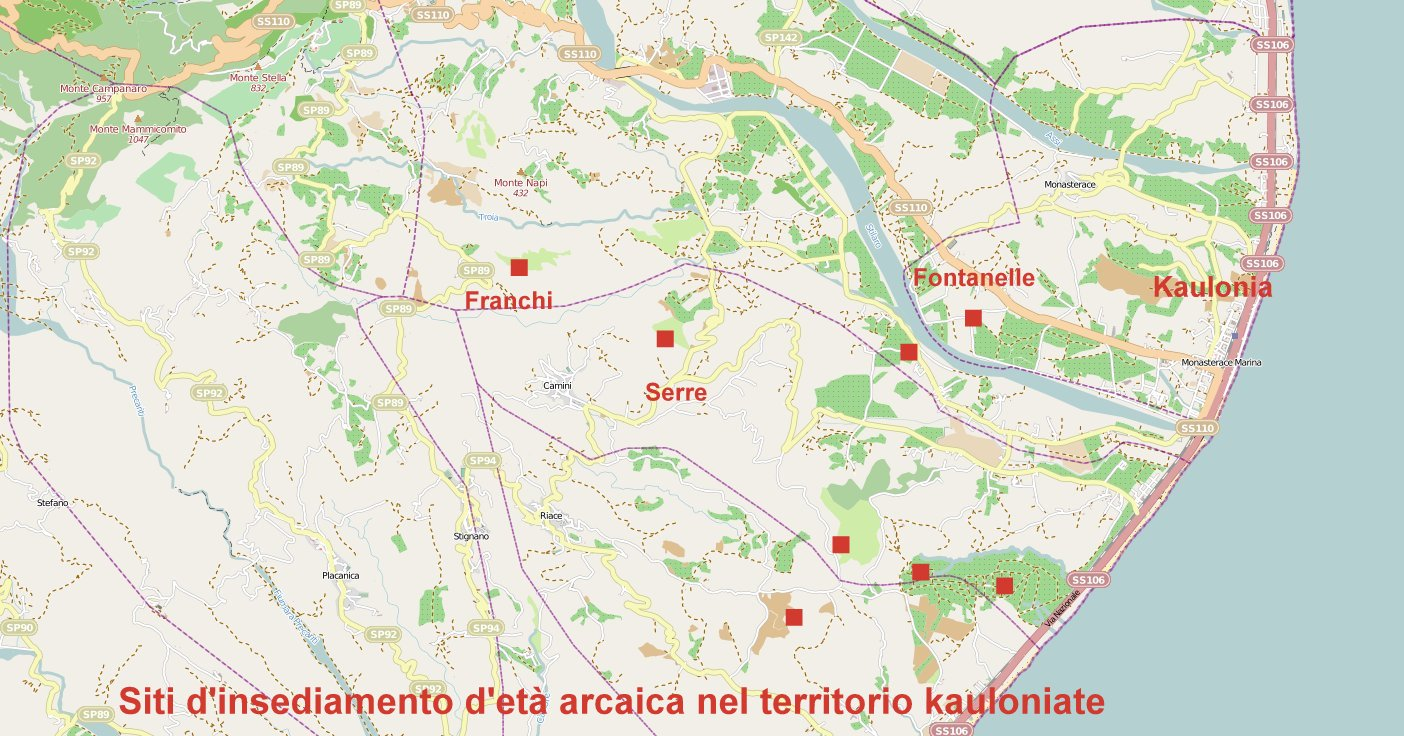
Siti arcaici della kauloniatide

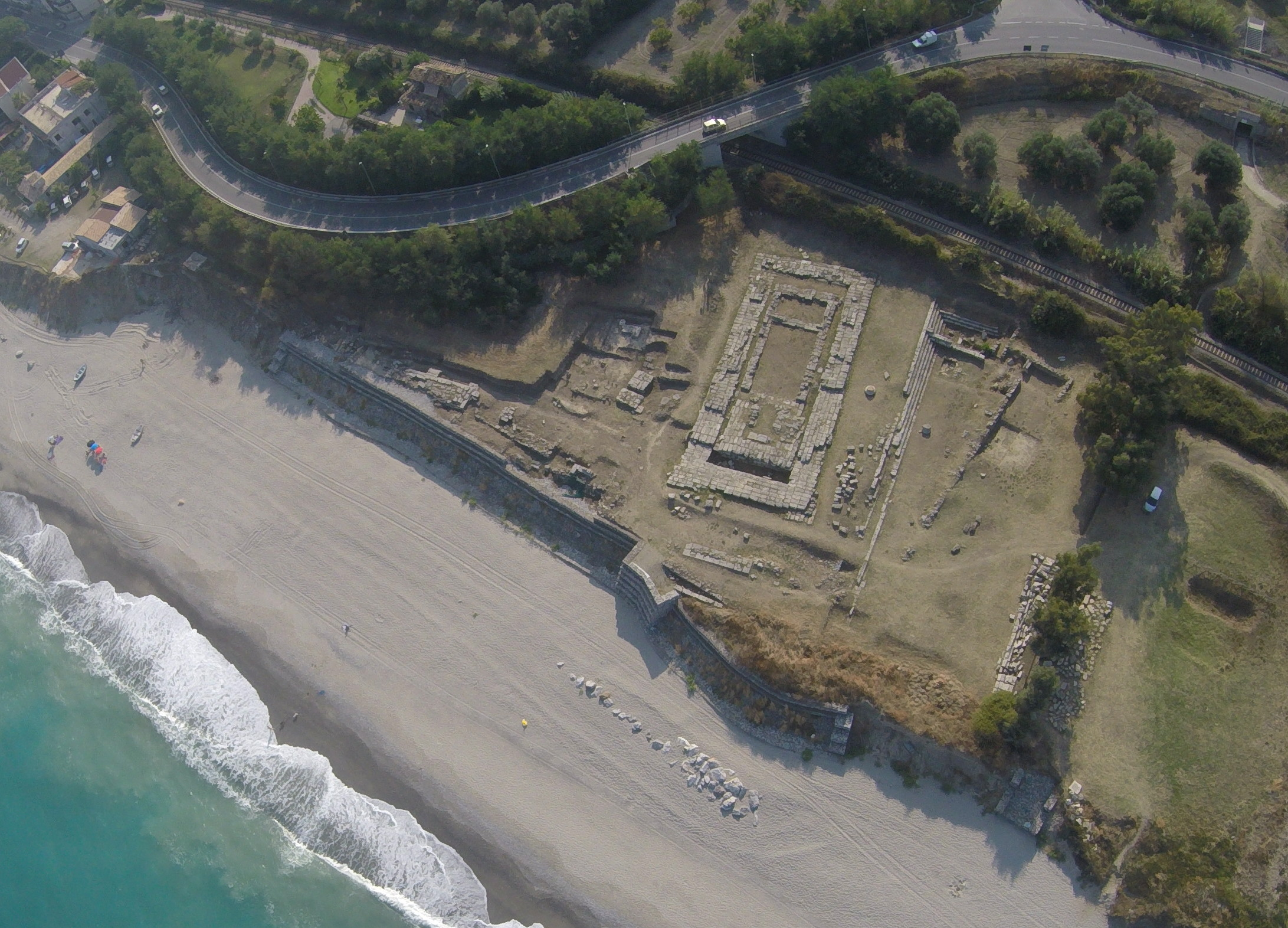
Tempio dorico di Kaulon (2016)

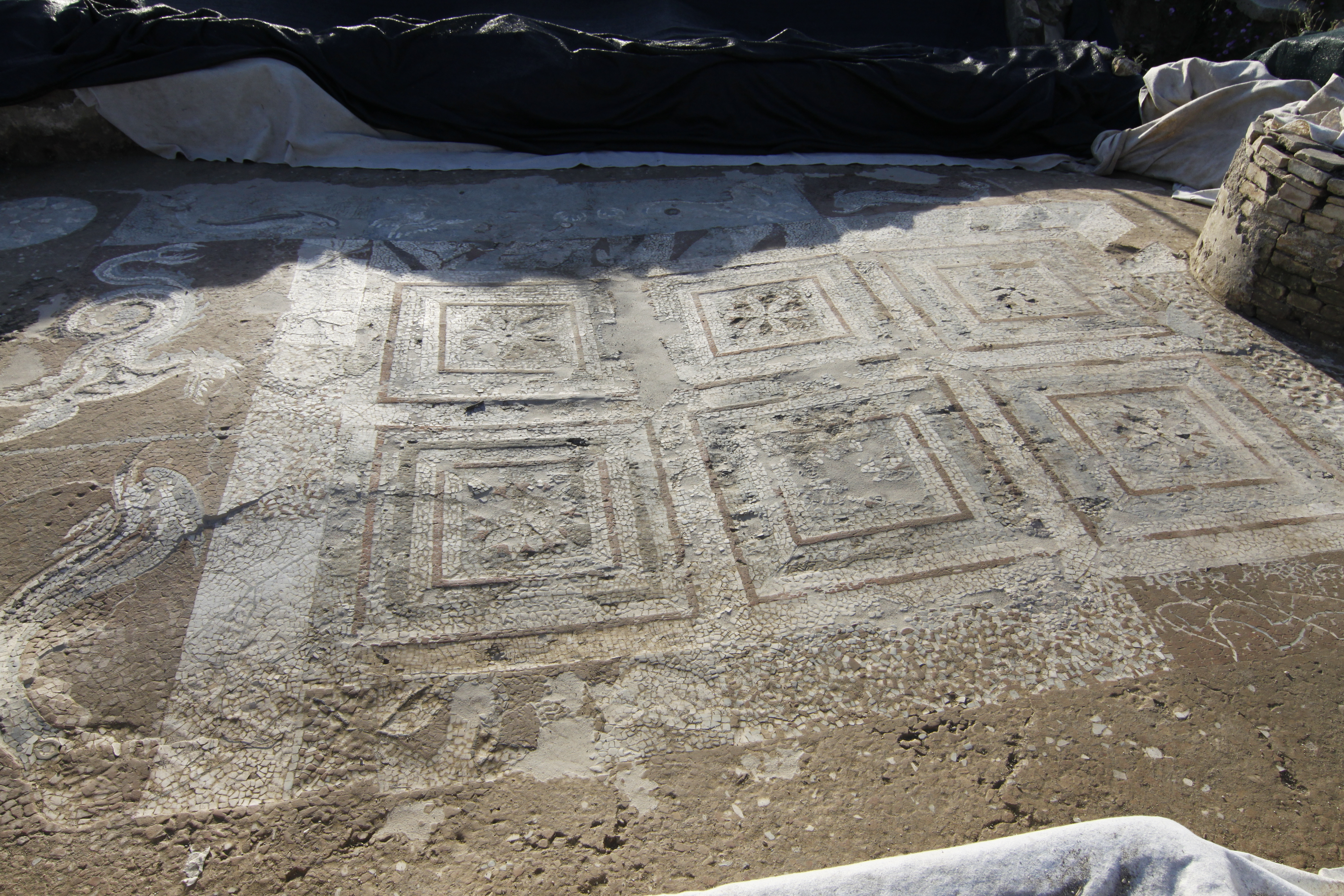
Mosaico di 25 metri scoperto nel 2013

L'area di scavo, denominata saggio SAS II e topograficamente San Marco nord-est, oggi interessa l'area tra il mar Ionio a est la ferrovia Taranto-Reggio Calabria a ovest, la fiumara Assi a nord e l'area di casamatta a sud.
Grazie a frammenti di protokotylai e kotylai Aetos 666, si può stabilire una presenza umana nell'area sin dall'VIII secolo a.C.; dalla fine dell'VIII, o meglio dai primi decenni del VII secolo, la presenza greca si fa stabile. Di un periodo successivo sono i resti riconducibili a una casa di benestanti denominata Casa del Personaggio Grottesco. Nei pressi di essa è stato individuato una strada in direzione nord-sud larga 6,65 metri. Nel III secolo a.C., in periodo ellenistico, sono stati rinvenuti i resti di un ampio edificio in parte ancora sotto l'attuale asse viario della strada statale 106 a cui quindi non è possibile accedere per definirne completamente il perimetro. Infine sono stati portati alla luce ciò che rimane di una piccola necropoli del periodo tardo-antico (VI-VII secolo d.C.).

#### Campagne di scavo dal 2001 al 2006
Dal 2001 al 2006 sono state condotte otto campagne di scavo da M. C. Parra e M. T. Iannelli. Un'area di ricerca di 56 km² intorno a Kaulon tra i comuni di Monasterace, Stilo, Camini e Guardavalle.
Sono state scoperte 174 unità topografiche (sedi di manufatti ceramici) e 230 manufatti o aree di dispersione di manufatti a carattere sporadico, che hanno portato al censimento di 148 siti e 179 testimonianze extra-sito. Questi siti si trovano a Stilo in località Arito, Bavolungi, Franchi, Furno, Ligghia, Napi, Salti e Troiano.

##### Insediamenti di età arcaica
Sono stati individuati 7 insediamenti greci di modesta entità di età arcaica, ubicati tutti alla destra idrogragica dello Stilaro e quasi tutti in posizione elevati e a 1000 metri di distanza (eccetto quello in località Franchi e quello in località Serre) ognuno tra di loro interpretabili come fattorie. Il sito di Franchi (Stilo) differisce per la sua posizione, sicuramente elevata, ma anche ben difesa naturalmente. Cronologicamente sono esistiti tra il VII e il VI secolo a.C. e nessuno giunge al periodo ellenistico.
Fa eccezione, in località Fontanelle (Monasterace), alla sinistra idrografica dello Stilaro, il rinvenimento di resti di una Villa romana con tracce di insediamento greco sin dal VI secolo a.C.

#### Campagne di scavo dal 2007 al 2009
- Campagna di scavo 2007: A giugno 2008 viene scoperto un frammento lapideo di una dedica in lingua osca scritta in alfabeto osco-greco del IV-III secolo a.C. per la dea italica corrispondente a Venere per i latini.[17]
- Campagna di scavo 2008.[17]
- Campagna di scavo di agosto-settembre 2009. Rinvenimento delle testimonianze più antiche del sito: una protokotyle corinzia, un frammento di coppa corinzia di tipo Thapsos e il frammento di uno skyphos.[17]

#### 2013 - Il mosaico di 35 metri quadrati e la tabella bronzea in alfabeto acheo
Il 23 luglio 2013 l'archeologo Francesco Cuteri e la sua équipe scoprono uno dei mosaici più grandi mai rinvenuti del periodo ellenistico della fine del IV secolo a.C., che ricopre un'area di circa 35 m². Il ritrovamento è avvenuto tra le rovine di quella che doveva essere una struttura termale. Il mosaico si articola ulteriormente in 9 quadrati policromi e un altro spazio con una rosetta policroma all'ingresso della stanza.
L'8 ottobre 2013 viene annunciata la scoperta nel santuario urbano di una tabella bronzea del V secolo a.C. con una dedica in alfabeto acheo, con stile grafico stoichedón, sviluppata su 18 linee. È il testo acheo più lungo mai ritrovato nella Magna Grecia.

#### 2018 - Un nuovo geison
A seguito delle mareggiate a cavallo tra il 2013 ed il 2014 viene scoperta l'esistenza di un nuovo geison che potrebbe testimoniare l'esistenza di un nuovo edificio di ordine dorico. È scolpito in calcarenite bianca molto fine, è lungo 88,5 cm, è largo 68,15 cm e alto 47,2 cm. Il mutulo correlato è composto da 3 file di 6 guttae, ed ognuna di esse ha un diametro di 4,4 cm.

### Reperti numismatici

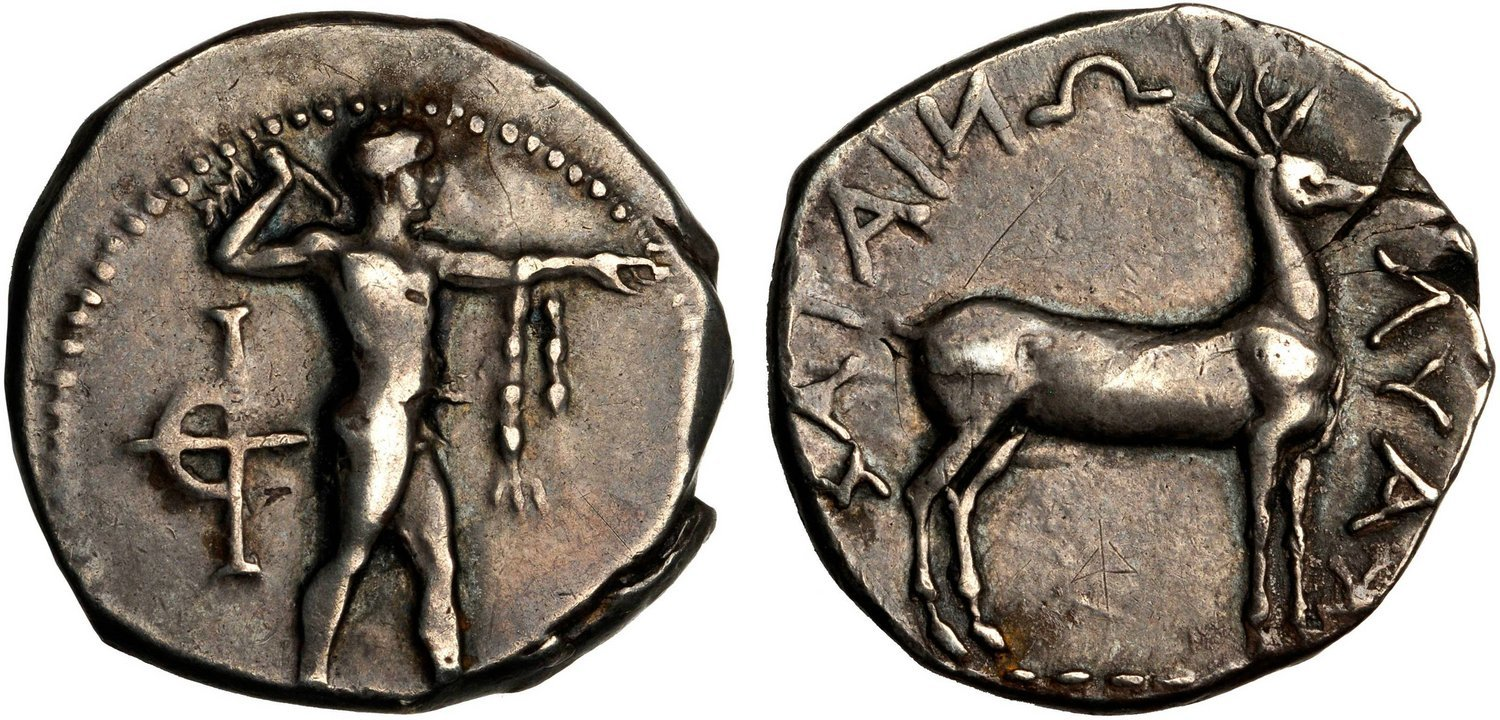
Stateri d'argento di Kaulon

Durante gli scavi a Kaulonìa sono state rinvenute numerose monete in bronzo, successivamente raccolte nella collezione numismatica di Rodolfo Cimino. Tale collezione, basata a Monasterace Marina, è composta da 181 reperti fittili e metallici e di 238 monete di età greca, romana e medievale, materiali che vennero raccolti a partire dal 1942 da Rocco Giordano, ex Conservatore Onorario dell'area archeologica di Kaulonìa. Questa collezione era nota sin dal 1977 alla Soprintendenza Archeologica della Calabria.

## Mostre a Firenze del 2010 e 2013/14
Nel 2010 è stata allestita la mostra all'Università di Firenze Spigolando tra gli archivi, correlata dalla realizzazione del cortometraggio A scuola di archeologia seguendo le orme di Paolo Orsi a Caulonia. Da dicembre 2013 a marzo 2014 è stata allestita presso il Museo Archeologico Nazionale di Firenze la mostra Kaulonia, la città dell'amazzone Clete.

## Mostra ad EXPO 2015
A Expo 2015 nel Padiglione Italia, dal 14 al 21 agosto 2015, viene esibita la ricostruzione virtuale stereoscopica dell'andron della “Casa del Drago” della colonia achea di Kaulon. La mostra virtuale è stata realizzata dallo spin-off 3DResearch dell'Università della Calabria.

## Alluvione e messa in sicurezza del sito

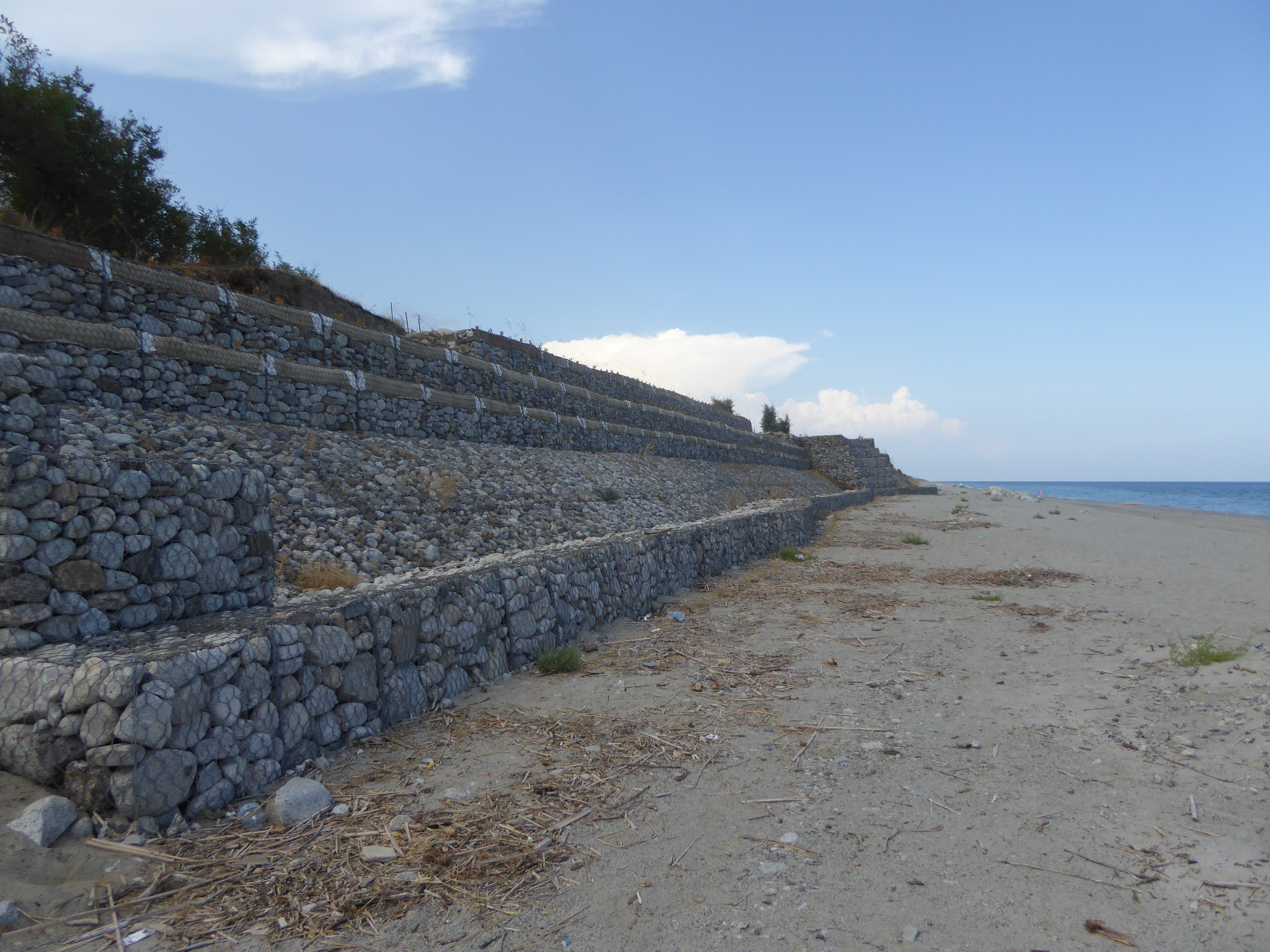
Mura di contenimento per lo stilobate del tempio dorico (2015)

Nel mese di dicembre del 2013 i resti della casamatta sono stati rovinati dal maltempo e dal mare mosso, oltre che dalla mancanza di qualsivoglia protezione del sito archeologico. La Soprintendenza archeologica calabrese, insieme al comune di Monasterace, fecero una richiesta di finanziamento del parco per un milione e mezzo di euro, per la quale ancora non è pervenuta risposta. In ultima istanza, a fronte di tale situazione a rischio, la provincia di Reggio Calabria vorrebbe mettere a disposizione due milioni e mezzo di euro per la messa in sicurezza del parco archeologico. Il 2 febbraio 2014 il Ministro dei beni e delle attività culturali e del turismo ha annunciato un finanziamento di 300.000 euro per la messa in sicurezza de sito archeologico. Nel 2015 viene costruita la prima difesa per il tempio dorico, mentre nel settembre 2016 sarebbero dovuti partire i lavori anche per la restante area, ma ancora non sono stati avviati.

## Galleria d'immagini

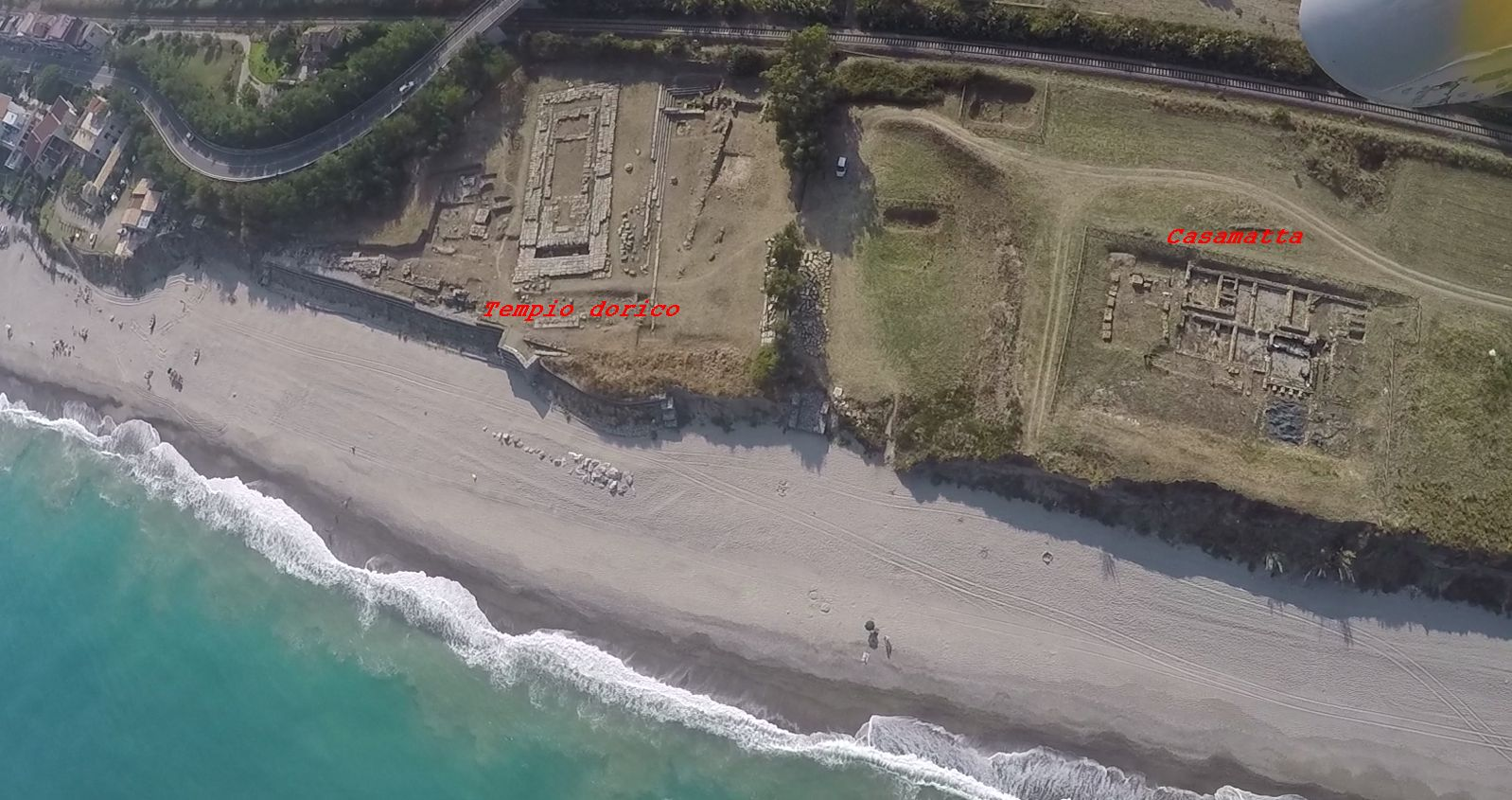
Kaulon - Casamatta e tempio dorico con visibile anche il muro di difesa dal mare costruito 2 anni prima
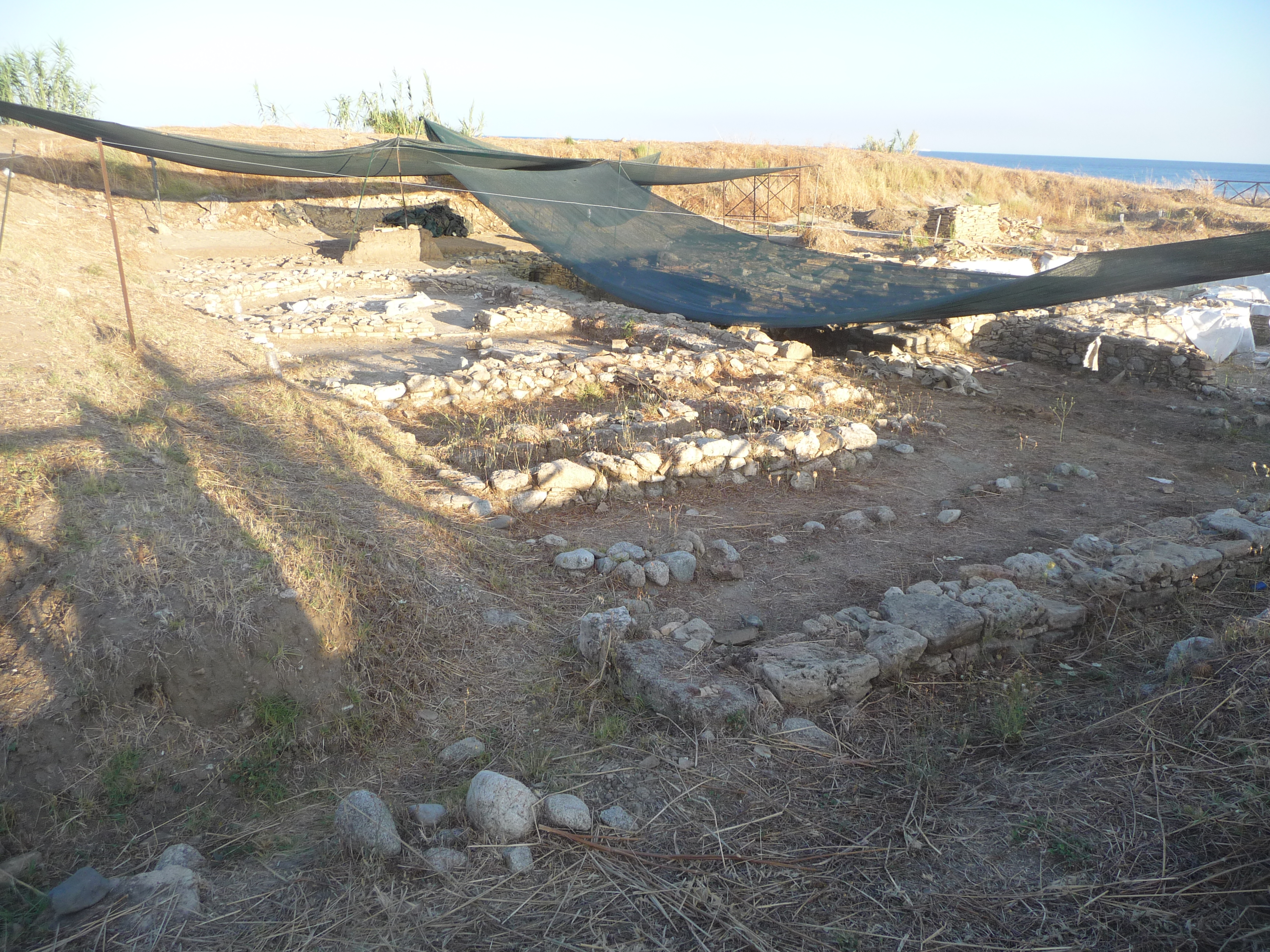
Resti di casa nel complesso della Casamatta
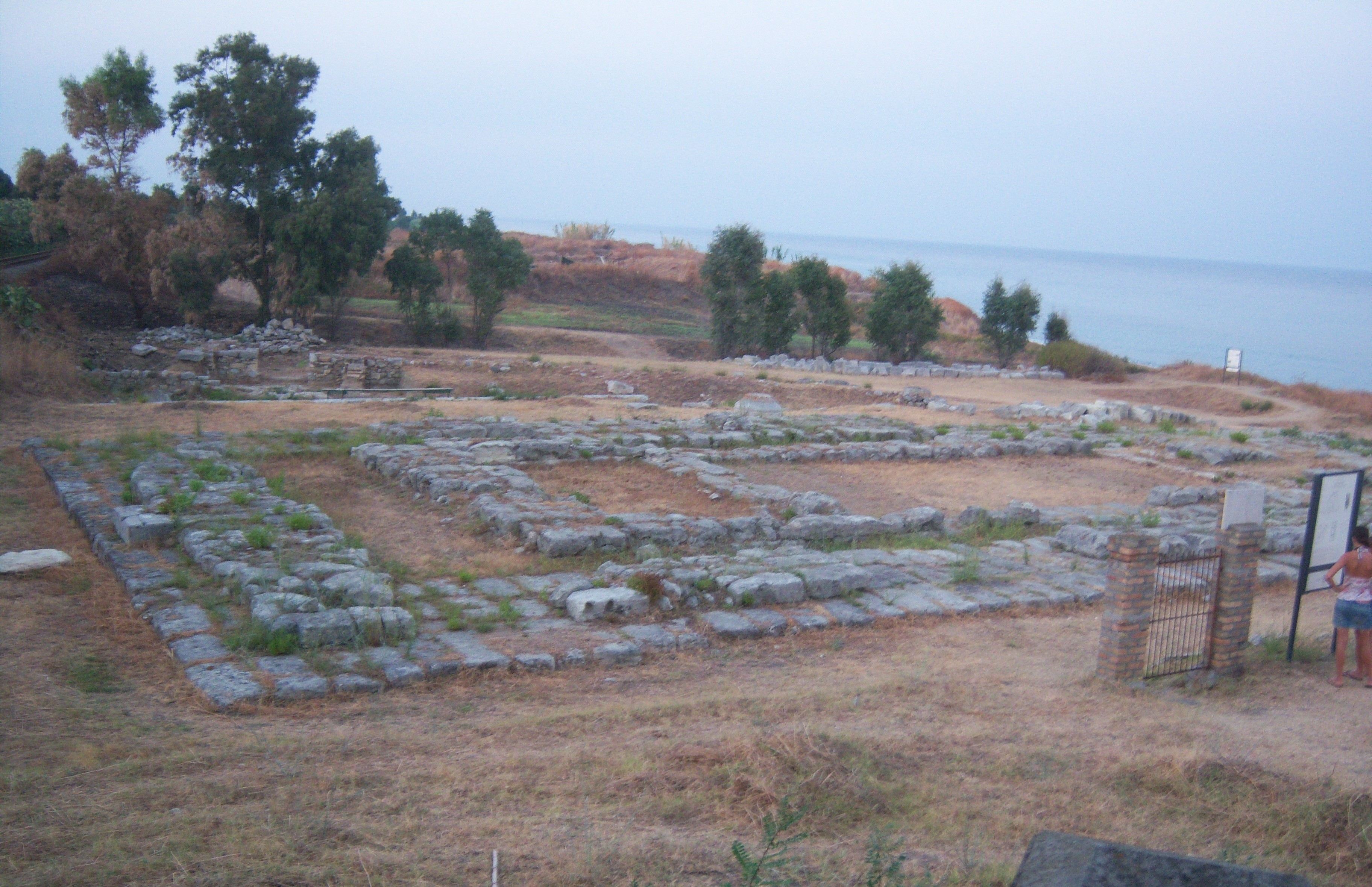
I resti del tempio dorico
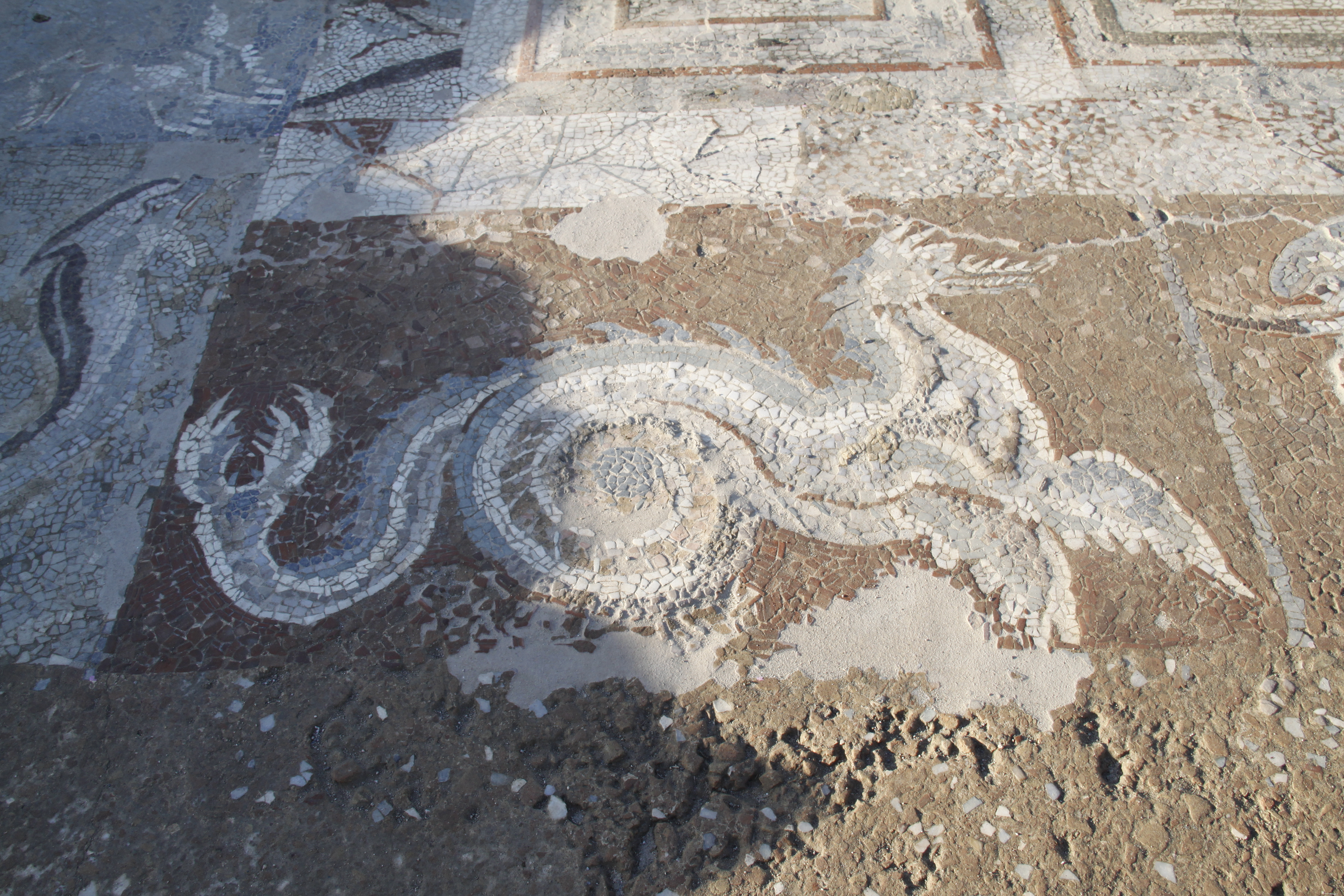
mosaico terme di Kaulon 2
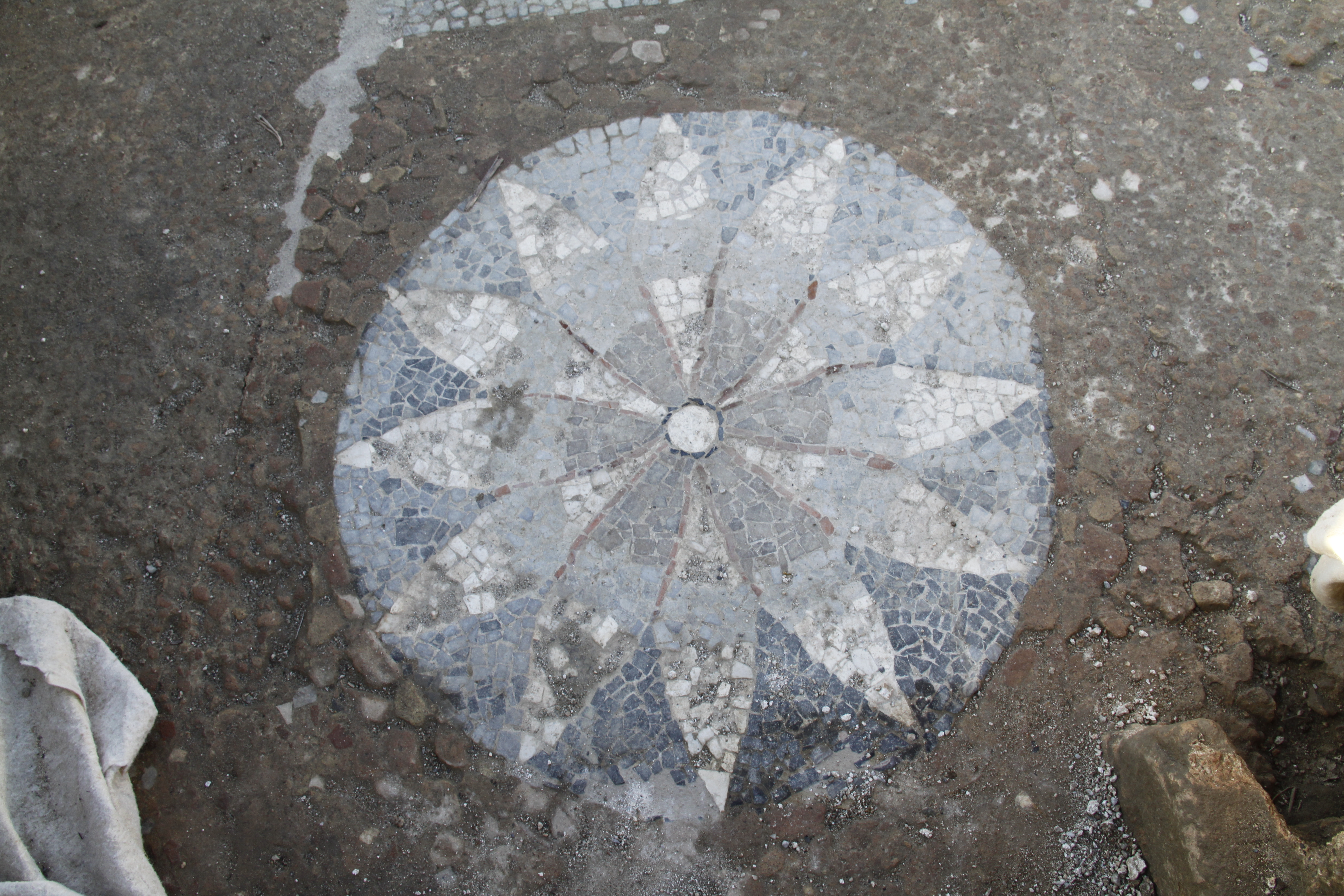
mosaico terme di Kaulon 3
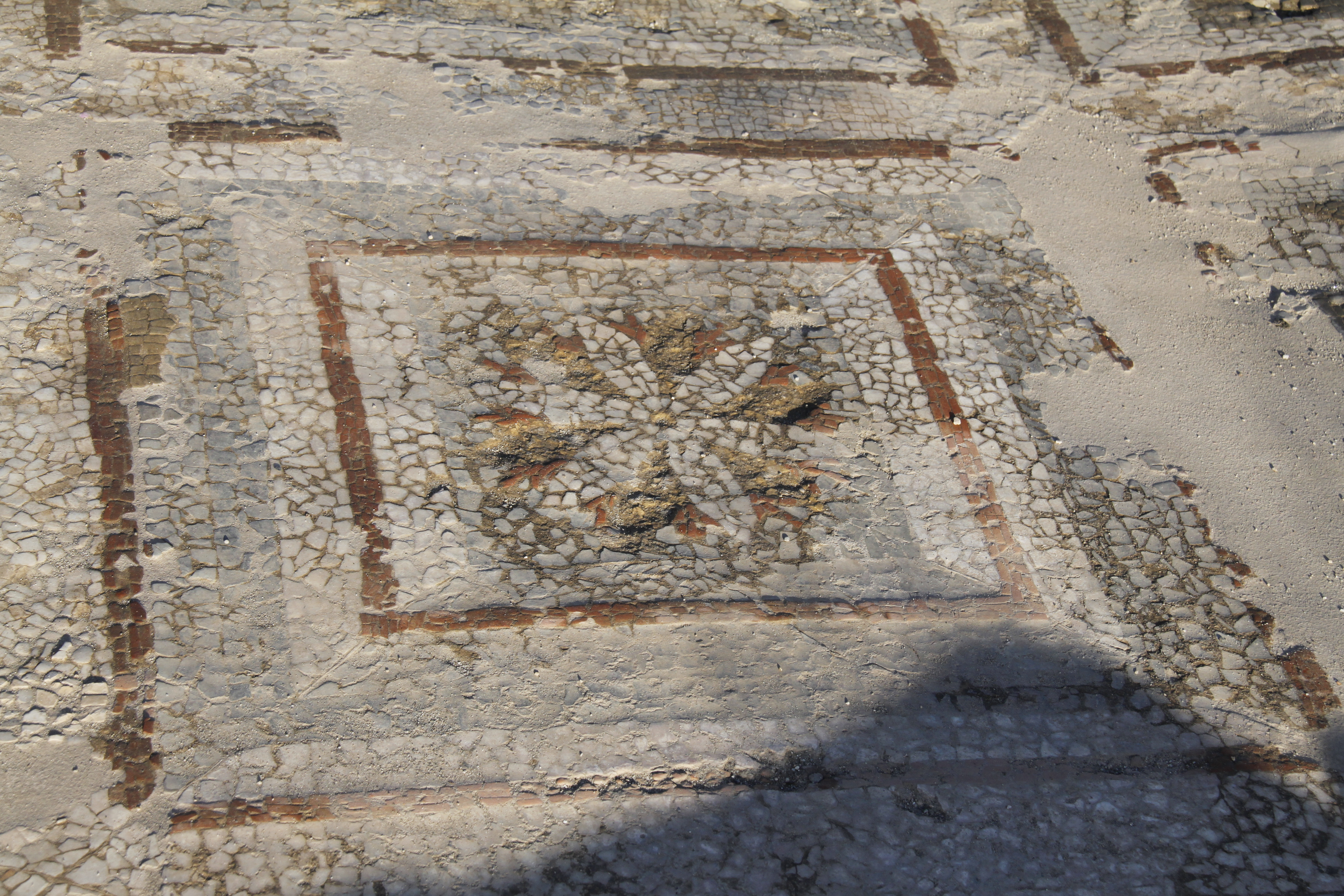
mosaico terme di Kaulon 4
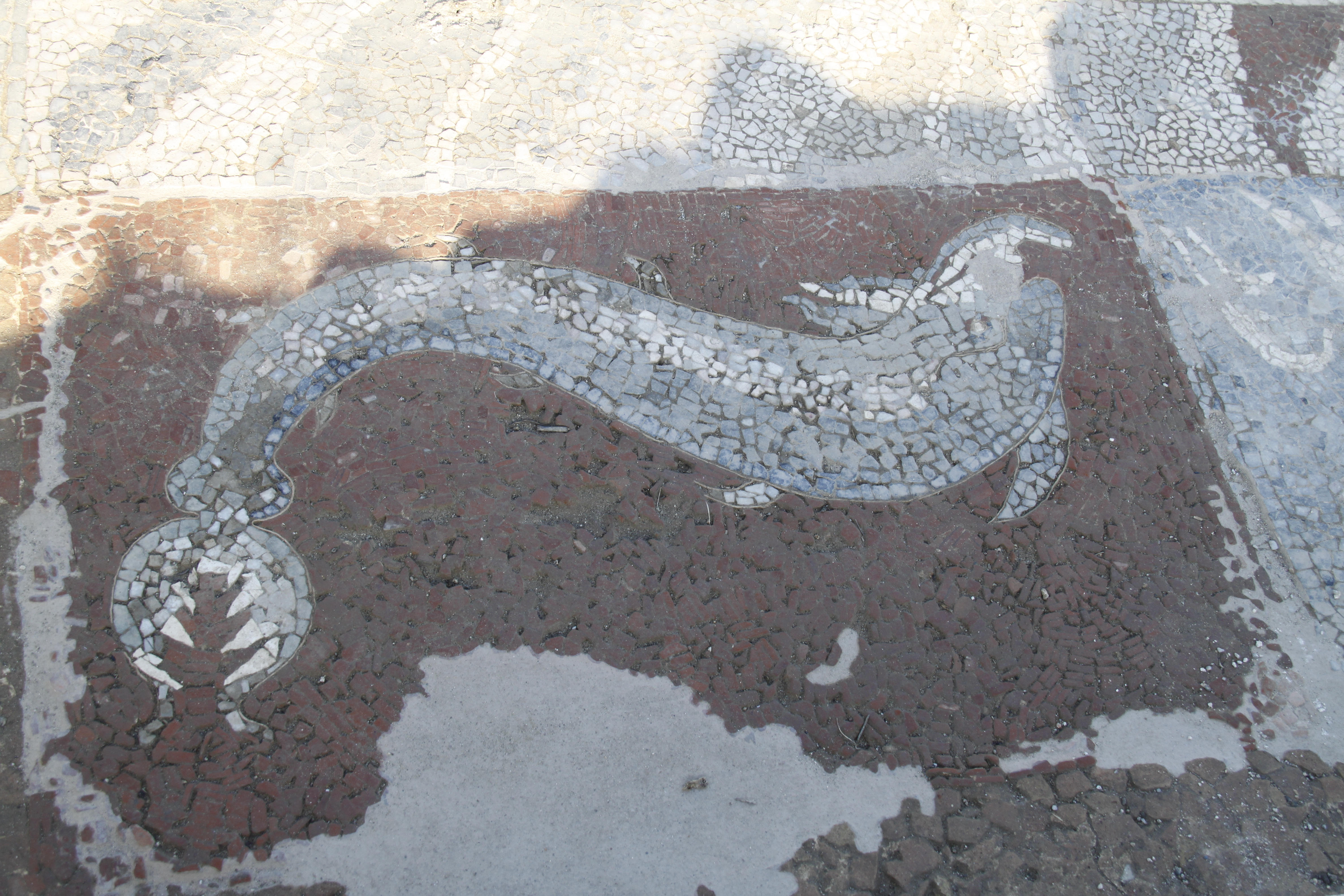
mosaico terme di Kaulon 5
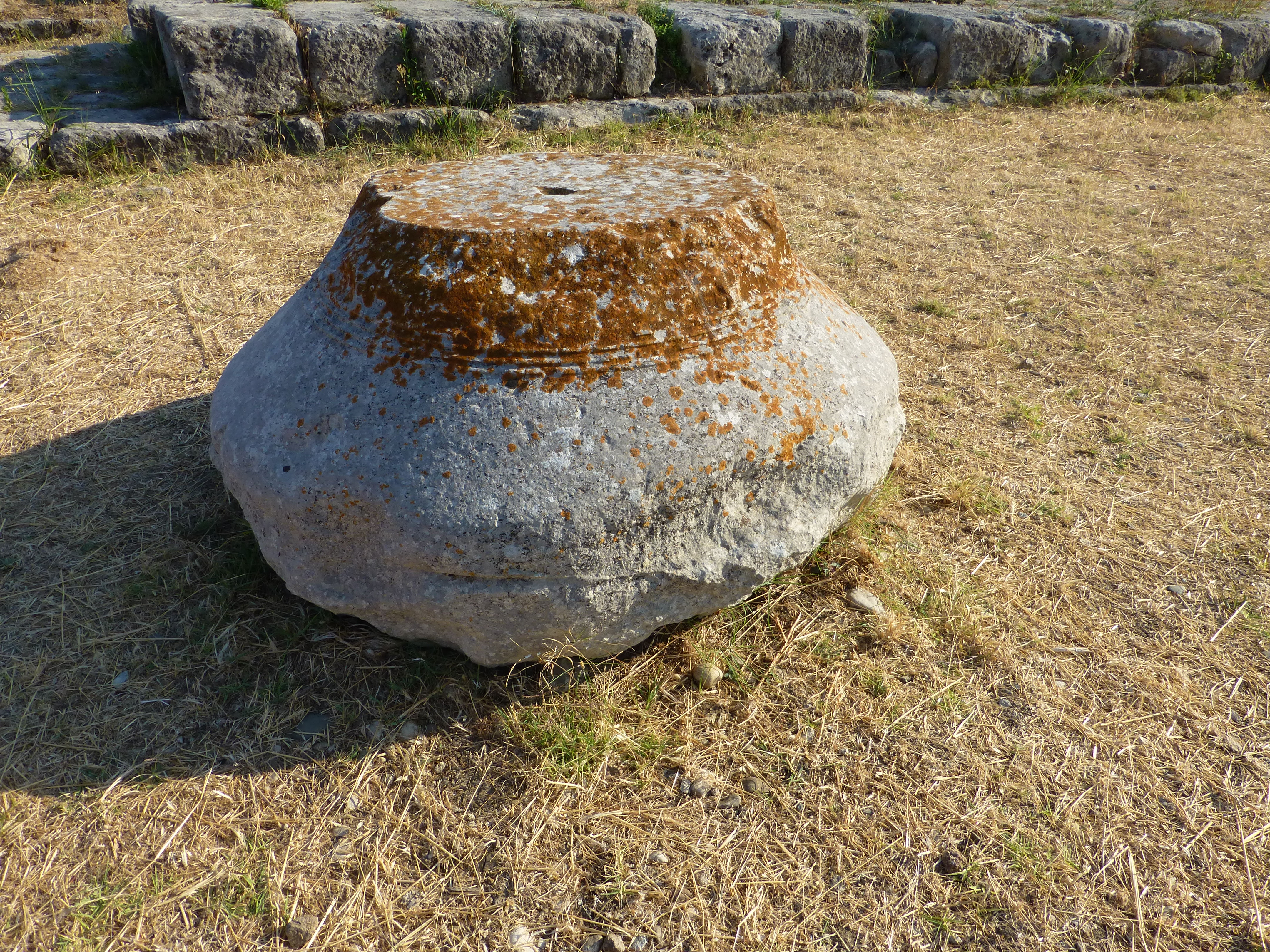
Capitello dorico (riverso) - Kaulonìa
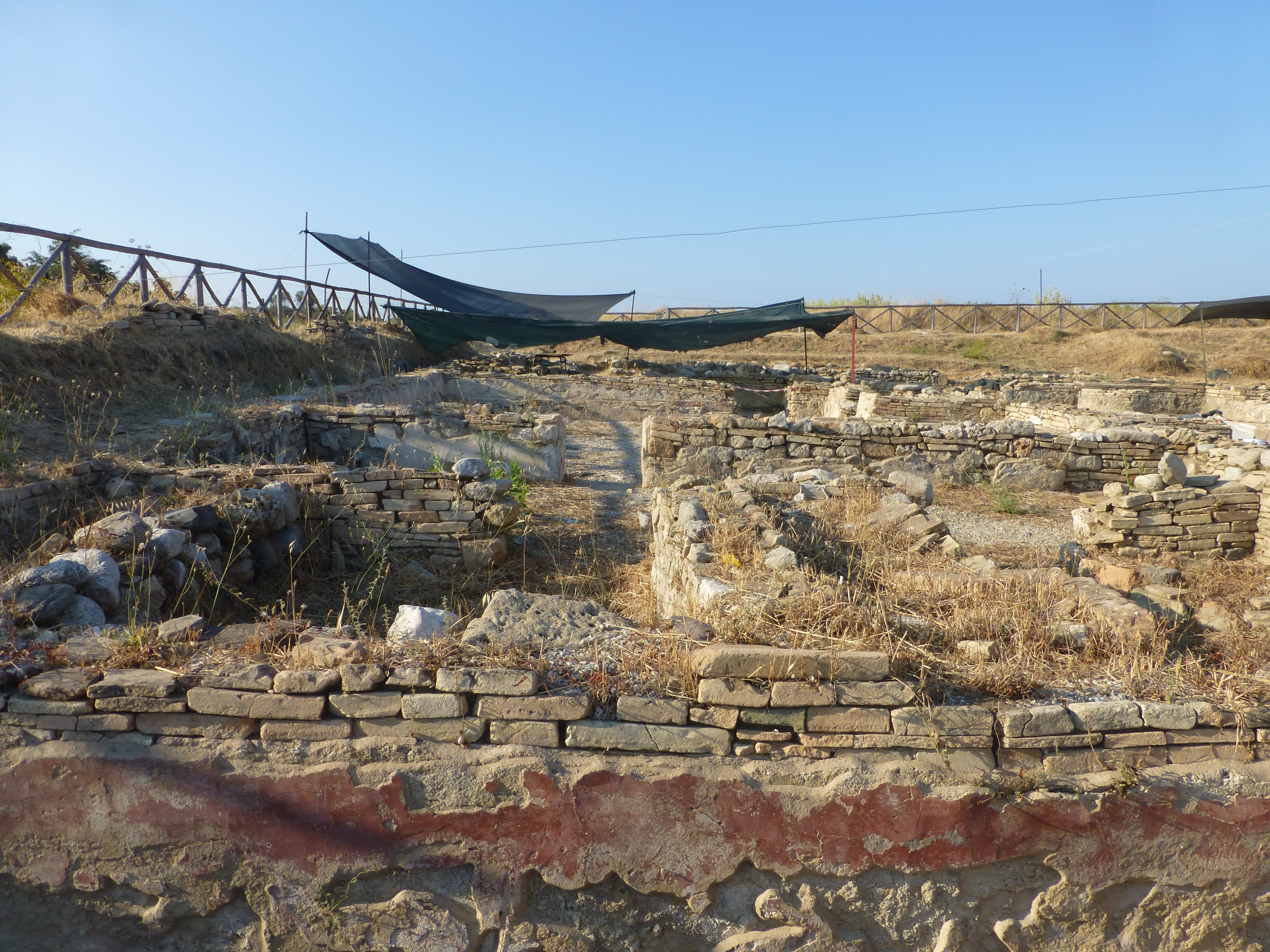
Kaulon dettagli